# Pete McCaffrey
John Paul "Pete" McCaffrey (Tucson, 24 december 1938 – Bellaire, 4 maart 2012) was een Amerikaans basketballer. Hij won met het Amerikaans basketbalteam de gouden medaille op de Olympische Zomerspelen 1964.
McCaffrey speelde voor het team van de Saint Louis University en later voor de amateurteams de Buchan Bakers en de Akron Goodyear Wingfoots. Tijdens de Olympische Spelen speelde hij 9 wedstrijden, inclusief de finale tegen de Sovjet-Unie. Gedurende deze wedstrijden scoorde hij 46 punten.
Na zijn carrière als speler was hij werkzaam bij The Goodyear Tire & Rubber Company, de sponsor van zijn team.

4 Jim Barnes · 
5 Bill Bradley · 
6 Larry Brown · 
7 Joe Caldwell · 
8 Mel Counts · 
9 Richard Davies · 
10 Walt Hazzard · 
11 Lucious Jackson · 
12 Pete McCaffrey · 
13 Jeff Mullins · 
14 Jerry Shipp · 
15 George Wilson · 
Coach Henry Iba